# Mr. Clean
Mr. Clean è l'extended play di debutto del rapper statunitense Yung Gravy.
L'EP è composto da 5 tracce

## Tracce
1. Mr. Clean – 3:31
2. Patrice – 2:57
3. Uzi on a Monday – 3:50
4. Frosting – 2:40
5. Continental Breakfast – 2:30